# Kaley Cuoco
Kaley Christine Cuoco, ameriška igralka in fotomodel, *30. november 1985, Camarilo, Kalifornija, Združene države Amerike.

## Biografija

### Zgodnje življenje
Kaley Christine Cuoco se je rodila 30. novembra 1985 v Camarilu, Kalifornija, ZDA, očetu Garyju Cuocu in mami Layne Anne Wingate. Ima mlajšo sestro Briano. Kaley se je šolala doma in diplomirala pri šestnajstih letih. Doma ima veliko hišnih ljubljenčkov: med njimi je tudi terier Raquel.

### Kariera
Cuocova je kariero začela pri šestih letih in sicer kot fotomodel. Njena prva igrana vloga je bila leta 1992 v filmu Quickstand: No Escape. Potem leta 1994 igra v My So-Called Life in Northern Exposure, leto pozneje pa v Virtuosity. Sledi kratek premor, leta 1997 pa spet zaigra v Toothless in Picture Perfect. Leta 2000 se pojavi v Alley Cats Strike, Growing Up Brady in Don't Forget Your Toothbrush. Leta 2001 se pojavi v The Ellen Show, leta 2002 pa v First Monday. Od leta 2003 do leta 2005 igra Bridget Hennessy v 8 Simple Rules. Leta 2003 poleg prej omenjene serije igra tudi v A Merry Mickey Celebration, leto pozneje pa v The Hollow in 10.5. Od leta 2004 do leta 2006 ima glasovno vlogo Brandy Harrington v Brandy and Mr. Whiskers.
Leta 2005 jo revija FHM-Us' uvrsti med 100 najboj seksi žensk na svetu tistega leta.
Od leta 2005 do leta 2006 igra Billie Jenkins v seriji Čarovnice. Leta 2007 igra v Prison Break, Cougar Club in To Be Fat Like Me. Istega leta je začela snemati serijo The Big Bang Theory (kjer igra Penny), ki jo snema še zdaj. Leta 2008 je posnela Wasted, Killer Movie in Penthouse, leta 2009 pa je zaigrala Rebecco Dubrovich v Opravljivki.

### Osebno življenje
Kaley trenutno živi v San Fernando Valleyju (Kalifornija), skupaj s svojim nemškim ovčarjem Dukeom in čivavo Peteyjem. Uživa v jahanju, kickboksu, igranju bobnov in bowlingu. Eden izmed njenih najljubših hobijev je tudi namizni tenis.

## Filmografija
| Leto      | Naslov                       | Vloga             | Ostalo                           |
| --------- | ---------------------------- | ----------------- | -------------------------------- |
| 1992      | Quicksand: No Escape         | Connie Reinhardt  |                                  |
| 1994      | My So-Called Life            | Mlada Angela      |                                  |
| 1994      | Northern Exposure            | Miranda (Randi)   | Epizoda 5.15 »Hello, I Love You« |
| 1995      | Virtuosity                   | Karin             |                                  |
| 1997      | Toothless                    | Lori              |                                  |
| 1997      | Picture Perfect              | dekle iz rož      |                                  |
| 2000      | Alley Cats Strike            | Elisa             | Disney Channel Original Movie    |
| 2000      | Growing Up Brady             | Maureen Mcmorick  | televizijski film                |
| 2000      | Don't Forget Your Toothbrush | Ashley            |                                  |
| 2001      | The Ellen Show               | Vanessa           |                                  |
| 2002      | First Monday                 | Alyssa            |                                  |
| 2002–2005 | 8 Simple Rules               | Bridget Hennessy  | 76 epizod                        |
| 2003      | A Merry Mickey Celebration   | ona               |                                  |
| 2004      | 10.5                         | Amanda Williams   |                                  |
| 2004      | The Hollow                   | Karen             |                                  |
| 2004–2006 | Brandy and Mr. Whiskers      | Brandy Harrington | (glas),39 epizod                 |
| 2005–2006 | Čarovnice                    | Billie Jenkins    | 22 epizod                        |
| 2007      | Prison Break                 | Sasha             |                                  |
| 2007      | Cougar Club                  | Amanda            |                                  |
| 2007      | To Be Fat Like Me            | Alyson Schmidt    |                                  |
| 2007-2019 | The Big Bang Theory          | Penny             |                                  |
| 2008      | Wasted                       | Katie Cooning     |                                  |
| 2008      | Killer Movie                 | Blanca Champion   |                                  |
| 2008      | Penthouse                    | Erica             |                                  |
| 2009      | Opravljivka                  | Rebecca Dubrovich |                                  |